# 我慢できれば生★中出しSEX!
『我慢できれば生★中出しSEX!』（がまんできればなまなかだしセックス）は、ワンズファクトリーのアダルトビデオシリーズの一つ。WANZレーベルから発売。「凄テクを我慢できれば生中出しSEX」「凄テクシリーズ」とも称されるが、本頁ではFANZAでのレーベル分類表記に倣う。

## 概要
ワンズファクトリー制作の素人参加型企画作品として立案。著名AV女優が街へ出向き、シロウト男性を"女優の『凄テク』を10分間我慢できればセックスができる"褒美をぶら下げてスカウトし、その模様を送る。また、女優側は事前に企画を知らされておらず、後述するバスの中で発表される形式が恒例となっている。
2014年に『波多野結衣の凄テクを我慢できれば生★中出しSEX!』で初リリース。2016年まではマイクロバスや大型バスを貸し切り、その中にシロウト男性を呼び込み収録していたが、2017年以降はハウススタジオにバスを模したセットを作りこんで収録している。一貫して監督は未公表（ただし作品内では松本いちかが、雑誌インタビューで推川ゆうりが、それぞれZANPAであると明かしている）。セットに掲げられている表記は『WANZ FACTORY素人感謝祭 （女優名）の凄テクを我慢できれば生★中出しSEX!』。
スピンオフ、コラボ、パロディ作品もジャンルを問わず制作されている。
2021年のワンズファクトリー広報担当者インタビューによれば、人気を決定づけたのは2015年発売のAIKA出演作。気が強いギャル女優のイメージが、悔し涙を流し頑張るギャップでヒット。その後も松本いちかの「ロリ系美少女なのに男ころがしの天才」など見た目の印象と素のギャップがある女優出演作が人気だという。

## 主なシリーズ作品

### ワンズファクトリー正規シリーズ

#### 2014年
- 波多野結衣の凄テクを我慢できれば生★中出しSEX!（2014年2月1日、ワンズファクトリー）
- 友田彩也香の凄テクを我慢できれば生★中出しSEX!（2014年3月1日、ワンズファクトリー）
- 椎名ゆなの凄テクを我慢できれば生★中出しSEX!（2014年5月1日、ワンズファクトリー）
- つぼみの凄テクを我慢できれば生★中出しSEX!（2014年6月1日、ワンズファクトリー）
- 桜井あゆの凄テクを我慢できれば生★中出しSEX!（2014年8月1日、ワンズファクトリー）
- 麻倉憂の凄テクを我慢できれば生★中出しSEX!（2014年10月1日、ワンズファクトリー）
- 蓮実クレアの凄テクを我慢できれば生★中出しSEX!（2014年11月1日、ワンズファクトリー）
- かすみ果穂の凄テクを我慢できれば生★中出しSEX!（2014年12月1日、ワンズファクトリー）

#### 2015年
- AV女優の凄テクを我慢できれば生★中出しSEX!（2015年2月1日、ワンズファクトリー）※特別編。出演：波多野結衣、大槻ひびき、佳苗るか、二宮ナナ
- 湊莉久の凄テクを我慢できれば生★中出しSEX!（2015年3月1日、ワンズファクトリー）
- 沖田杏梨の凄テクを我慢できれば生中出しSEX!（2015年4月1日、ワンズファクトリー）
- 松本メイの凄テクを我慢できれば生★中出しSEX!（2015年5月1日、ワンズファクトリー）
- 早川瀬里奈の凄テクを我慢できれば生★中出しSEX!（2015年6月1日、ワンズファクトリー）
- AIKAの凄テクを我慢できれば生★中出しSEX!（2015年7月1日、ワンズファクトリー）
- 坂口みほのの凄テクを我慢できれば生★中出しSEX!（2015年8月1日、ワンズファクトリー）
- 吉川あいみの凄テクを我慢できれば生★中出しSEX!（2015年9月1日、ワンズファクトリー）[4]
- シェリーの凄テクを我慢できれば生★中出しSEX!（2015年10月1日、ワンズファクトリー）
- 倉多まおの凄テクを我慢できれば生★中出しSEX!（2015年11月1日、ワンズファクトリー）
- 水谷心音の凄テクを我慢できれば生★中出しSEX!（2015年12月1日、ワンズファクトリー）

#### 2016年
- 篠田あゆみの凄テクを我慢できれば生★中出しSEX!（2016年1月1日、ワンズファクトリー）
- 尾上若葉の凄テクを我慢できれば生★中出しSEX!（2016年2月1日、ワンズファクトリー）
- 西川ゆいの凄テクを我慢できれば生★中出しSEX!（2016年3月1日、ワンズファクトリー）[5]
- あべみかこの凄テクを我慢できれば生★中出しSEX!（2016年4月1日、ワンズファクトリー）
- 澁谷果歩の凄テクを我慢できれば生★中出しSEX!（2016年5月1日、ワンズファクトリー）
- 水野朝陽の凄テクを我慢できれば生★中出しSEX!（2016年6月1日、ワンズファクトリー）
- AIKAの凄テクを我慢できれば生★中出しSEX!リベンジ!（2016年7月1日、ワンズファクトリー）
- 北川エリカの凄テクを我慢できれば生★中出しSEX!（2016年8月1日、ワンズファクトリー）
- 推川ゆうりの凄テクを我慢できれば生★中出しSEX!（2016年9月1日、ワンズファクトリー）
- 初美沙希の凄テクを我慢できれば生★中出しSEX!（2016年10月1日、ワンズファクトリー）
- 椎名そらの凄テクを我慢できれば生★中出しSEX!（2016年11月1日、ワンズファクトリー）
- 跡美しゅりの凄テクを我慢できれば生★中出しSEX!（2016年12月13日、ワンズファクトリー）

#### 2017年
- 桐嶋りのの凄テクを我慢できれば生★中出しSEX!（2017年1月7日、ワンズファクトリー）
- 佐々木あきの凄テクを我慢できれば生★中出しSEX!（2017年2月13日、ワンズファクトリー）[6]
- 若菜奈央の凄テクを我慢できれば生★中出しSEX!（2017年3月13日、ワンズファクトリー）
- めぐりの凄テクを我慢できれば生★中出しSEX!（2017年4月25日、ワンズファクトリー）
- 麻里梨夏の凄テクを我慢できれば生★中出しSEX!（2017年5月13日、ワンズファクトリー）
- 逢坂はるなの凄テクを我慢できれば生★中出しSEX!（2017年6月13日、ワンズファクトリー）
- きみと歩実の凄テクを我慢できれば生★中出しSEX!（2017年7月13日、ワンズファクトリー）
- 舞島あかりの凄テクを我慢できれば生★中出しSEX!（2017年8月13日、ワンズファクトリー）
- ましろ杏の凄テクを我慢できれば生★中出しSEX!（2017年10月1日、ワンズファクトリー）
- 碧しのの凄テクを我慢できれば生★中出しSEX!（2017年10月13日、ワンズファクトリー）
- 水稀みりの凄テクを我慢できれば生★中出しSEX!（2017年11月13日、ワンズファクトリー）
- 河南実里の凄テクを我慢できれば生★中出しSEX!（2017年12月13日、ワンズファクトリー）

#### 2018年
- 君島みおの凄テクを我慢できれば生★中出しSEX!（2018年1月13日、ワンズファクトリー）
- 春菜はなの凄テクを我慢できれば生★中出しSEX!（2018年2月13日、ワンズファクトリー）
- 星奈あいの凄テクを我慢できれば生★中出しSEX!（2018年3月13日、ワンズファクトリー）
- 【VR】素人ファン体験VR つぼみの凄テクを我慢できれば生★中出しSEX!（2020年3月27日、ワンズファクトリー）※VR配信作
- 篠田ゆうの凄テクを我慢できれば生★中出しSEX!（2018年4月7日、ワンズファクトリー）
- 【VR】素人ファン体験VR 君島みおの凄テクを我慢できれば生★中出しSEX!（2018年4月21日、ワンズファクトリー）※VR配信作
- JULIAの凄テクを我慢できれば生★中出しSEX!（2018年5月1日、ワンズファクトリー）
- 鈴木心春の凄テクを我慢できれば生★中出しSEX!（2018年6月1日、ワンズファクトリー）
- 波多野結衣の凄テクを我慢できれば生★中出しSEX!（WANZ-764）[7]（2018年7月1日、ワンズファクトリー）
- 西野翔の凄テクを我慢できれば生★中出しSEX!（2018年8月1日、ワンズファクトリー）
- 佳苗るかの凄テクを我慢できれば生★中出しSEX!（2018年9月1日、ワンズファクトリー）
- 枢木あおいの凄テクを我慢できれば生★中出しSEX!（2018年10月1日、ワンズファクトリー）
- 美谷朱里の凄テクを我慢できれば生★中出しSEX!（2018年11月1日、ワンズファクトリー）
- 神谷充希の凄テクを我慢できれば生★中出しSEX!（2018年12月1日、ワンズファクトリー）

#### 2019年
- 高杉麻里の凄テクを我慢できれば生★中出しSEX!（2019年1月1日、ワンズファクトリー）
- 八乃つばさの凄テクを我慢できれば生★中出しSEX!（2019年2月1日、ワンズファクトリー）
- 桐谷まつりの凄テクを我慢できれば生★中出しSEX!（2019年3月1日、ワンズファクトリー）
- 有坂深雪の凄テクを我慢できれば生★中出しSEX!（2019年4月1日、ワンズファクトリー）
- 深田えいみの凄テクを我慢できれば生★中出しSEX!（2019年5月1日、ワンズファクトリー）
- 愛須心亜の凄テクを我慢できれば生★中出しSEX!（2019年6月1日、ワンズファクトリー）
- 神咲詩織の凄テクを我慢できれば生★中出しSEX!（2019年7月1日、ワンズファクトリー）
- 秋山祥子の凄テクを我慢できれば生★中出しSEX!（2019年8月1日、ワンズファクトリー）[8]
- 晶エリーの凄テクを我慢できれば生★中出しSEX!（2019年9月1日、ワンズファクトリー）
- 松本菜奈実の凄テクを我慢できれば生★中出しSEX!（2019年10月1日、ワンズファクトリー）
- 凛音とうかの凄テクを我慢できれば生★中出しSEX!（2019年11月1日、ワンズファクトリー）
- 長瀬麻美の凄テクを我慢できれば生★中出しSEX!（2019年12月1日、ワンズファクトリー）

#### 2020年
- 山岸逢花の凄テクを我慢できれば生★中出しSEX!（2020年1月1日、ワンズファクトリー）[9]
- 今井夏帆の凄テクを我慢できれば生★中出しSEX!（2020年2月1日、ワンズファクトリー）
- 里美ゆりあの凄テクを我慢できれば生★中出しSEX!（2020年3月1日、ワンズファクトリー）
- 蓮実クレアと篠田ゆうのW凄テクを我慢できれば生★中出しSEX!（2020年4月1日、ワンズファクトリー）[10]
- 永井マリアの凄テクを我慢できれば生★中出しSEX!（2020年5月1日、ワンズファクトリー）[11]
- 春咲りょうの凄テクを我慢できれば生★中出しSEX!（2020年6月1日、ワンズファクトリー）
- 根尾あかりの凄テクを我慢できれば生★中出しSEX!（2020年8月1日、ワンズファクトリー）
- 久留木玲の凄テクを我慢できれば生★中出しSEX!（2020年9月1日、ワンズファクトリー）
- 松本いちかの凄テクを我慢できれば生★中出しSEX!（2020年10月1日、ワンズファクトリー）
- あおいれなの凄テクを我慢できれば生★中出しSEX!（2020年11月1日、ワンズファクトリー）
- 永瀬ゆいの凄テクを我慢できれば生★中出しSEX!（2020年12月1日、ワンズファクトリー）[1]

#### 2021年
- 辻井ほのかの凄テクを我慢できれば生★中出しSEX!（2021年1月1日、ワンズファクトリー）
- 逢見リカの凄テクを我慢できれば生★中出しSEX!（2021年2月1日、ワンズファクトリー）
- 佐山愛の凄テクを我慢できれば生★中出しSEX!（2021年3月1日、ワンズファクトリー）
- 白川ゆずの凄テクを我慢できれば生★中出しSEX!（2021年4月1日、ワンズファクトリー）[12]
- 向井藍の凄テクを我慢できれば生★中出しSEX!（2021年5月1日、ワンズファクトリー）
- 三原ほのかの凄テクを我慢できれば生★中出しSEX!（2021年6月1日、ワンズファクトリー）
- 夏希まろんの凄テクを我慢できれば生★中出しSEX!（2021年7月1日、ワンズファクトリー）
- 大槻ひびきの凄テクを我慢できれば生★中出しSEX!（2021年8月1日、ワンズファクトリー）
- 初川みなみの凄テクを我慢できれば生★中出しSEX!（2021年9月7日、ワンズファクトリー）
- 由愛可奈の凄テクを我慢できれば生★中出しSEX!（2021年10月5日、ワンズファクトリー）
- 藤森里穂の凄テクを我慢できれば生★中出しSEX!（2021年11月2日、ワンズファクトリー）
- 松本いちか、永瀬ゆい、枢木あおいのトリプル凄テクを我慢できれば生★中出しSEX!特別編（2021年11月2日、ワンズファクトリー）
- 乃木蛍の凄テクを我慢できれば生★中出しSEX!（2021年12月2日、ワンズファクトリー）

#### 2022年
- 川上奈々美の凄テクを我慢できれば生★中出しSEX!（2022年1月4日、ワンズファクトリー）
- 蘭華の凄テクを我慢できれば生★中出しSEX!（2022年2月1日、ワンズファクトリー）
- 北野未奈の凄テクを我慢できれば生★中出しSEX!（2022年3月1日、ワンズファクトリー）[13]
- 月乃ルナの凄テクを我慢できれば生★中出しSEX!（2022年4月5日、ワンズファクトリー）
- 浜崎真緒の凄テクを我慢できれば生★中出しSEX!（2022年5月3日、ワンズファクトリー）
- 佐伯由美香の凄テクを我慢できれば生★中出しSEX!（2022年6月7日、ワンズファクトリー）
- 白桃はなの凄テクを我慢できれば生★中出しSEX!（2022年7月5日、ワンズファクトリー）
- 東條なつの凄テクを我慢できれば生★中出しSEX!（2022年8月2日、ワンズファクトリー）
- 百永さりなの凄テクを我慢できれば生★中出しSEX!（2022年9月6日、ワンズファクトリー）
- 花狩まいの凄テクを我慢できれば生★中出しSEX!（2022年10月4日、ワンズファクトリー）
- 仲村みうの凄テクを我慢できれば生★中出しSEX!（2022年11月2日、ワンズファクトリー）
- 乙アリスの凄テクを我慢できれば生★中出しSEX!（2022年12月6日、ワンズファクトリー）

#### 2023年
- 吉根ゆりあの凄テクを我慢できれば生★中出しSEX!（2023年2月7日、ワンズファクトリー）
- 弥生みづきの凄テクを我慢できれば生★中出しSEX!（2023年3月7日、ワンズファクトリー）
- 森日向子の凄テクを我慢できれば生★中出しSEX!（2023年4月4日、ワンズファクトリー）
- 倉本すみれの凄テクを我慢できれば生★中出しSEX!（2023年5月2日、ワンズファクトリー）
- 木下ひまりの凄テクを我慢できれば生★中出しSEX!（2023年6月6日、ワンズファクトリー）
- 天川そらの凄テクを我慢できれば生★中出しSEX!（2023年7月4日、ワンズファクトリー）
- 森沢かなの凄テクを我慢できれば生★中出しSEX!（2023年8月1日、ワンズファクトリー）
- 百瀬あすかの凄テクを我慢できれば生★中出しSEX!（2023年9月5日、ワンズファクトリー）
- 新井リマの凄テクを我慢できれば生★中出しSEX!（2023年10月3日、ワンズファクトリー）
- 沙月恵奈の凄テクを我慢できれば生★中出しSEX!（2023年11月7日、ワンズファクトリー）
- 斎藤あみりの凄テクを我慢できれば生★中出しSEX!（2023年12月5日、ワンズファクトリー）
- 爆乳トリプル凄テクを我慢できれば生★中出しSEX! 佐山愛 夕季ちとせ 吉根ゆりあ（2023年12月5日、ワンズファクトリー）

#### 2024年
- 美園和花の凄テクを我慢できれば生★中出しSEX!（2024年1月2日、ワンズファクトリー）
- 橘メアリーの凄テクを我慢できれば生★中出しSEX!（2024年2月6日、ワンズファクトリー）
- 新村あかりの凄テクを我慢できれば生★中出しSEX!（2024年3月5日、ワンズファクトリー）
- 美咲かんなの凄テクを我慢できれば生★中出しSEX!（2024年4月2日、ワンズファクトリー）
- 西條るりの凄テクを我慢できれば生★中出しSEX!（2024年5月7日、ワンズファクトリー）
- ちゃんよたの凄テクを我慢できれば生★中出しSEX!（2024年6月4日、ワンズファクトリー）
- さつき芽衣の凄テクを我慢できれば生★中出しSEX!（2024年7月2日、ワンズファクトリー）
- 椿りかの凄テクを我慢できれば生★中出しSEX!（2024年8月6日、ワンズファクトリー）
- 五日市芽依の凄テクを我慢できれば生★中出しSEX!（2024年9月3日、ワンズファクトリー）
- 芸歴46年（合計）の凄テクを我慢できれば生★中出しSEX! AIKA 波多野結衣 大槻ひびき（2024年10月1日、ワンズファクトリー）
- 末広純の凄テクを我慢できれば生★中出しSEX!（2024年11月5日、ワンズファクトリー）
- 有村のぞみの凄テクを我慢できれば生★中出しSEX!（2024年12月3日、ワンズファクトリー）

#### 2025年
- 黒川すみれの凄テクを我慢できれば生★中出しSEX!（2025年1月7日、ワンズファクトリー）
- 天馬ゆいの凄テクを我慢できれば生★中出しSEX!（2025年2月4日、ワンズファクトリー）
- 希島あいりの凄テクを我慢できれば生★中出しSEX!（2025年3月4日、ワンズファクトリー）[14]
- 鈴の家りんの凄テクを我慢できれば生★中出しSEX!（2025年4月1日、ワンズファクトリー）
- 妃ひかりの凄テクを我慢できれば生★中出しSEX!（2025年5月6日、ワンズファクトリー）
- 優梨まいなの凄テクを我慢できれば生★中出しSEX!（2025年6月3日、ワンズファクトリー）
- 尾崎えりかの凄テクを我慢できれば生★中出しSEX!（2025年7月1日、ワンズファクトリー）
- 美谷朱音と山岸あや花のW凄テクを我慢できれば生★中出しSEX！ 特別編（2025年7月1日、ワンズファクトリー）
- 宍戸里帆の凄テクを我慢できれば生★中出しSEX!（2025年8月5日、ワンズファクトリー）
- 春陽モカの凄テクを我慢できれば生★中出しSEX!（2025年9月3日、ワンズファクトリー）

### 溜池ゴローコラボ作品
同一設定で熟女女優が出演。初期はタイトルロゴが別であったが、後に同一となる。
- 翔田千里の熟練凄テクを我慢できれば生★中出しSEX（2014年10月13日、溜池ゴロー）※コラボ作品
- 風間ゆみの熟練凄テクを我慢できれば生★中出しSEX（2014年11月13日、溜池ゴロー）※コラボ作品
- 村上涼子の凄テクを我慢できれば生★中出しSEX（2014年12月13日、溜池ゴロー）※コラボ作品
- 加山なつこの凄テクを我慢できれば生★中出しSEX（2015年1月13日、溜池ゴロー）※コラボ作品
- 澤村レイコの凄テクを我慢できれば生★中出しSEX（2015年2月13日、溜池ゴロー）※コラボ作品
- 川上ゆうの凄テクを我慢できれば生★中出しSEX（2015年4月13日、溜池ゴロー）※コラボ作品
- 北条麻妃の凄テクを我慢できれば生★中出しSEX（2015年5月13日、溜池ゴロー）※コラボ作品
- 小早川怜子の凄テクを我慢できれば生★中出しSEX（2015年9月13日、溜池ゴロー）※コラボ作品
- 本田岬の凄テクを我慢できれば生★中出しSEX（2017年12月25日、溜池ゴロー）※コラボ作品
- 谷原希美の凄テクを我慢できれば生★中出しSEX（2016年5月13日、溜池ゴロー）※コラボ作品
- 吹石れなの凄テクを我慢できれば生★中出しSEX（2016年7月13日、溜池ゴロー）※コラボ作品
- たかせ由奈の凄テクを我慢できれば生★中出しSEX（2016年9月13日、溜池ゴロー）※コラボ作品
- 並木塔子の凄テクを我慢できれば生★中出しSEX!（2018年2月1日、溜池ゴロー）※コラボ作品
- 東凛の凄テクを我慢できれば生★中出しSEX!（2018年3月1日、溜池ゴロー）※コラボ作品
- 織田真子の凄テクを我慢できれば生★中出しSEX!（2018年11月13日、溜池ゴロー）※コラボ作品

## パロディ、派生作品
- 夫婦で挑戦!夫が〇〇の凄テクを20分我慢できたら賞金!（2014年5月‐、はじめ企画）
  - 2020年10月にはワンズファクトリー協力の下、『凄テク!の元祖・ワンズファクトリーから怒りの挑戦状!まさかの専属女優・つぼみが殴り込みスペシャル!』を発売し、事実上の公認シリーズとなった[15]。
- イケメンAV男優の凄テク我慢できたら100万円!（2020年7月24日、赤面女子）
- 夫婦で挑戦!AIKAの凄テクで夫が2回イカされたら妻が寝取られナマ中出しSEX!（2021年10月19日、はじめ企画）

## コーナー
テレビバラエティー番組のノリ、テロップ表示によるツッコミが作品の特徴であり、特に区切られていないものの、お約束のような展開がある。

### 冒頭インタビュー
スタジオ近隣でインタビュー。自虐的にワンズファクトリーを紹介し、スタジオへ案内。事前に企画を知らされていないという体裁であるが、ここで企画を予習した、していないという話になることも多い。
スタジオに入ると、バスを模したセットの後部に取り付けられている、タイトルフリップに掛けられた幕を下ろしてもらい企画を発表。続いて演者に読み上げてもらう。この際、スタッフからの「おめでとう!」の声掛けと、パーティ―クラッカー、パフパフホーン、太鼓が鳴らされる。
タイトルフリップ幕開け時に「予算の8割」「今日の仕事の8割終了」など自虐的テロップが出るのが定番となっている。

### 第1挑戦者前
普段ナンパをしたことがない女優のため、第1挑戦者は見本としてナンパがうまいというスタッフが中継で見つけてくるのがお約束となっている。この際、中継スタッフは小道具と称する女優資料として「女優にとって黒歴史のような写真」（特撮系作品出演時のスチールやデビュー時の宣材、SNSでの変顔など）を持ち、辱めるやり取りを行うのも恒例。

### エンディング
最後の挑戦者との対戦後、エンディングテーマとともに次からの出演者へのアドバイスコメントが促される。このコメントにも大抵ツッコミテロップが挿入され、監督の「ありがとうございました」もしくは「お疲れさまでした」等ねぎらいの言葉とともにフェードアウト。黒バックに「Presented by WANZ FACTORY」「Perfmed by （女優名）」「END」で作品が終了する。